# العلاقات الباكستانية البيروية
العلاقات الباكستانية البيروفية هي العلاقات الثنائية التي تجمع بين باكستان وبيرو.

## مقارنة بين البلدين
هذه مقارنة عامة ومرجعية للدولتين:
| وجه المقارنة                                              | باكستان                     | بيرو                                   |
| --------------------------------------------------------- | --------------------------- | -------------------------------------- |
| المساحة (كم2)                                             | 881.91 ألف                  | 1.29 مليون                             |
| عدد السكان (نسمة)                                         | 197.02 مليون                | 32.16 مليون                            |
| الكثافة السكانية (ن./كم²)                                 | 223.4                       | 24.93                                  |
| العاصمة                                                   | إسلام آباد                  | ليما                                   |
| اللغة الرسمية                                             | لغة إنجليزية، اللغة الأردية | اللغة الإسبانية، اللغة الأيمرية، كتشوا |
| العملة                                                    | روبية باكستانية             | سول بيروفي جديد                        |
| الناتج المحلي الإجمالي (بليون دولار)                      | 304.95 مليار                | 211.39 مليار                           |
| الناتج المحلي الإجمالي (تعادل القوة الشرائية) بليون دولار | 946.67 مليار                | 393.13 مليار                           |
| الناتج المحلي الإجمالي الاسمي للفرد دولار أمريكي          | 1.43 ألف                    | 6.03 ألف                               |
| الناتج المحلي الإجمالي للفرد دولار أمريكي                 | 4.81 ألف                    | 11.99 ألف                              |
| مؤشر التنمية البشرية                                      | 0.538                       | 0.740                                  |
| رمز المكالمات الدولي                                      | +92                         | +51                                    |
| رمز الإنترنت                                              | .pk                         | .pe                                    |
| المنطقة الزمنية                                           | ت ع م+05:00                 | توقيت بيرو، 00                         |

## منظمات دولية مشتركة
يشترك البلدان في عضوية مجموعة من المنظمات الدولية، منها:
| علم المنظمة | اسم المنظمة                                                | تاريخ انضمام باكستان | تاريخ انضمام بيرو |
| ----------- | ---------------------------------------------------------- | -------------------- | ----------------- |
|             | وكالة ضمان الاستثمار متعدد الأطراف                         | 12 أبريل 1988        | 2 ديسمبر 1991     |
|             | منظمة الشرطة الجنائية الدولية                              | ?                    | ?                 |
|             | منظمة حظر الأسلحة الكيميائية                               | ?                    | ?                 |
|             | منظمة التجارة العالمية                                     | ?                    | ?                 |
|             | الفريق المعني برصد الأرض                                   | ?                    | ?                 |
|             | الأمم المتحدة                                              | 30 سبتمبر 1947       | 31 أكتوبر 1945    |
|             | العملية المشتركة للاتحاد الأفريقي والأمم المتحدة في دارفور | ?                    | ?                 |
|             | مؤسسة التمويل الدولية                                      | 20 يوليو 1956        | 20 يوليو 1956     |
|             | يونسكو                                                     | 14 سبتمبر 1949       | 21 نوفمبر 1946    |
|             | البنك الدولي للإنشاء والتعمير                              | 11 يوليو 1950        | 31 ديسمبر 1945    |
|             | المنظمة الهيدروغرافية الدولية                              | ?                    | ?                 |
|             | الاتحاد البريدي العالمي                                    | ?                    | ?                 |
|             | المركز الدولي لتسوية المنازعات الاستشارية                  | 15 أكتوبر 1966       | 8 سبتمبر 1993     |
|             | الاتحاد الدولي للاتصالات                                   | 26 أغسطس 1947        | 12 يوليو 1915     |

## وصلات خارجية
- موقع وزارة الخارجية الباكستانية
- موقع وزارة الخارجية البيروفية